# فیل سفید (فیلم ۲۰۱۲)
فیل سفید (اسپانیایی: Elefante blanco‎) یک فیلم درام آرژانتینی به کارگردانی پابلو تراپرو است که در سال ۲۰۱۲ منتشر شد.این فیلم در جشنواره فیلم کن ۲۰۱۲ حضور داشت.